# Aeroporto Juana Azurduy de Padilla
Aeroporto Internacional Juana Azurduy de Padilla (IATA: SRE, ICAO: SLSU) é um aeroporto que serve a cidade de Sucre, na Bolívia. Foi nomeado em homenagem à Juana Azurduy de Padilla, que lutou pela independência do país contra a Espanha.

## Linhas Aéreas e destinos
- Aerocon
  - Santa Cruz de la Sierra / Aeroporto El Trompillo
  - Trinidad / Aeroporto Teniente Jorge Henrich Arauz

- Boliviana de Aviación
  - La Paz / Aeroporto Internacional de El Alto

- Transporte Aéreo Militar
  - Cochabamba / Aeroporto Internacional de Cochabamba
  - La Paz / Aeroporto Internacional de El Alto
  - Santa Cruz de la Sierra / Aeroporto El Trompillo - Aeroporto Internacional Viru Viru.
  - Tarija / Aeroporto Capitán Oriel Lea Plaza